# Операция «Перч»
Операция «Перч» (англ. Operation Perch; Perch, с англ. — окунь) — кодовое название британской наступательной операции во время Второй мировой войны, которая проходила с 7 по 14 июня 1944 года на ранних этапах битвы за Нормандию. Операция была направлена на окружение и захват оккупированного немцами города Кан, который был целью дня «Д» для 3-й британской пехотной дивизии на ранних этапах операции «Оверлорд». Операция «Перч» должна была начаться сразу после высадки британцев на берег с наступления юго-восточнее Кана силами XXX корпуса. Через три дня после вторжения город все ещё находился в руках немцев, и операция была изменена и расширена за счёт включения 1-го корпуса для клещевой атаки на Кан.
На следующий день XXX корпус на западе двинулся на юг, к Тийи-сюр-Сёль, который был занят Танковой учебной дивизией; деревня была захвачена и переходила из рук в руки несколько раз. Два дня спустя 1-й корпус начал восточный удар с плацдарма Орн, который был захвачен в ходе операции «Тонга» в день «Д». 1-й корпус также задерживался из-за постоянных контратак 21-й танковой дивизии. 13 июня из-за растущих потерь и отсутствия признаков поражения Германии наступление к востоку от Кана было приостановлено.
Дальше на запад, в районе расположения 1-й армии США, американские атаки пробили брешь в немецкой обороне. Часть 7-й бронетанковой дивизии была отвлечена от Тийи-сюр-Сёль, чтобы продвинуться через брешь фланговым маршем и заставить Танковую учебную дивизию отступить, чтобы избежать окружения. 14 июня, после двух дней боев, включая Бой у Виллер-Бокажа, 7-й бронетанковой дивизии было приказано отойти в сторону Комона. Были составлены планы возобновить наступление после того, как 7-я бронетанковая дивизия будет усилена, но планы ни к чему не привели, когда шторм в Ла-Манше серьёзно задержал высадку припасов и подкреплений.
Битва вызывает споры, потому что многие историки и писатели пришли к выводу, что не получилось захватить Кан именно из-за неудач британских командиров, дивизий и корпусов, а не успехов немецких солдат в обороне. Для сопротивления наступлению немцы задействовали свои наиболее мощные бронетанковые резервы, что лишило их боеспособности для контрнаступления, и инициатива перешла к Союзникам.

## Военно-оперативная ситуация

### Нормандская операция

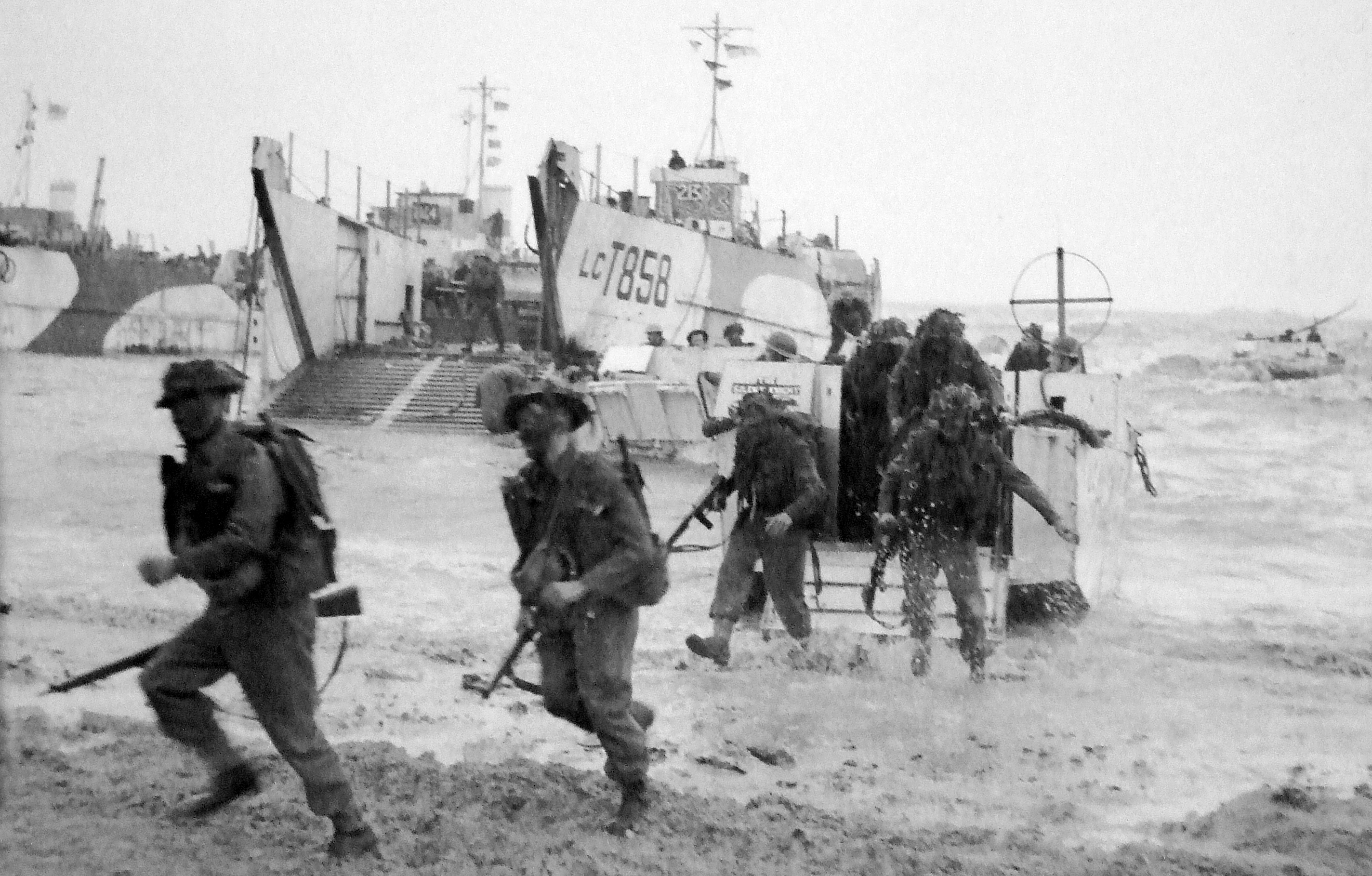
Пехота 50-й (Нортумбрийской) пехотной дивизии высадилась на берег недалеко от Ла-Ривьера 6 июня.

Норманнский город Кан был целью дня «Д» для 3-й пехотной дивизии, которая высадилась на Сорд-Бич 6 июня 1944 года. Захват Кана был самой амбициозной целью 1-го корпуса (Командующий: генерал-лейтенант Джон Крокер).. План «Оверлорд» предусматривал использование 2-й армией (Командующий: генерал-лейтенант Майлз К. Демпси) для защиты города, а затем формирования линии фронта от Комон-л’Эванте к юго-востоку от Кана для захвата аэродромов и защиты левого фланга 1-й армии США во время её наступления на Шербур. Владение Каном и его окрестностями дало бы 2-й армии подходящий плацдарм для наступления на юг, чтобы захватить Фалез, который можно было бы использовать в качестве опорного пункта для поворота влево Союзнического фронта для продвижения на Аржантан, а затем к реке Тук. Местность между Каном и Вимоном была особенно перспективной, поскольку была открытой, сухой и располагала к быстрым наступательным действиям. Союзники значительно превосходили немцев по танкам и мобильным подразделениям, и манёвренное сражение было бы им на пользу.

### Операция «Перч»

Танки из полка 4-го округа Лондона Йоменри,7-й бронетанковой дивизии, продвигаются вглубь от Голд-Бич, 7 июня 1944.

Операция «Перч» была направлена на создание угрозы прорыва британцев к юго-востоку от Кана XXX корпуса. 50-й (Нортумбрийской) пехотной дивизии высадилась на Голд-Бич 6 июня и должна была быстро продвинуться вглубь суши и захватить Байё и дорогу на Тийи-сюр-Сёль. Затем 7-я бронетанковая дивизия и 8-я бронетанковая бригада были заменить 50-ю Нортумбрийскую дивизию и продвигаться от Тийи-сюр-Сёль к Мон-Пинсону. XXX корпус высадился на Голд-Бич в 07:30 6 июня, расчистил семь выходов с пляжа и продвинулся на 8,0 км вглубь суши. Сопротивление немцев в Ле-Амеле задержало дивизию и помешало достижению всех целей дня «Д» до наступления темноты. Патрули достигли Байё и вступили в контакт с 3-й канадской пехотной дивизией, высадившейся на Джуно-Бич на востоке. 47-й Королевский коммандос морской пехоты продвинулся на запад вдоль побережья, чтобы соединиться с американскими войсками, двигавшимися вглубь суши от Омаха-Бич, но не дотянул до Пор-ан-Бессен-Юппен 4,8 км.
Во второй половине дня немецкий 84-й армейский корпус приказал своему резерву, 12-й танковой дивизии СС «Гитлерюгенд» или Kampfgruppe Meyer (с нем. боевая группа Мейер), нанести удар во фланг 50-й дивизии к северу от Байе. При переходе в атаку батальону было приказано двигаться к Омаха-Бич, что ослабило контратаку, которая обошлась большими потерями. 7 июня основная часть 7-й бронетанковой дивизии высадилась по графику, а XXX корпус обеспечил защиту объектов захваченных в день «Д», включая Байе и Пор-ан-Бессен-Юппен. Немецкий 84-й армейский корпус направил своё последнее резервное подразделение, 30-ю мобильную бригаду, в сторону Голд-Бич, чтобы повторить контратаку, которая также потерпела неудачу, и бригада была уничтожена к северу от Байе. Оставшиеся в живых после двух контратак были загнаны в котёл к северу от города англо-американским наступлением, хотя американцы не обнаружили, что это произошло. От Сорд-Бич 3-я пехотная дивизия 1-го корпуса продвинулась к Кану, но отвлекла части для захвата немецких позиций на маршруте протяжённостью 15,0 км, что уменьшило силу атаки пехоты, а сопровождающая 27-я бронетанковая бригада была задержана из-за скопления людей на плацдарме. Дивизия была остановлена у Кана 21-й танковой дивизией.

## Приготовления

### Операция «Дикий овёс»

Район к западу от Кана

9 июня командующий сухопутными войсками союзников генерал Бернард Монтгомери встретился с Демпси и Омаром Брэдли (командующим Первой армией США), и было решено, что Кан будет взят в клещи в ходе операции «Дикий овёс». С востока 51-я (Хайлендская) пехотная дивизия и 4-я бронетанковая бригада 1-го корпуса должны были перейти на восток через реку Орн к плацдарму 6-й воздушно-десантной дивизии и атаковать Каньи, в 9,7 км к юго-востоку от Кана. XXX корпус направит на запад 7-ю бронетанковую дивизию через реку Одон, чтобы захватить Эвреси и высоту 112. Затем 1-я воздушно-десантная дивизия попала бы в клещи, но главный маршал авиации сэр Траффорд Ли-Мэллори, командующий авиацией союзников, наложил вето на воздушно-десантный план как слишком рискованный для транспортного самолёта.

### Немецкие оборонительные приготовления
Поздно вечером 7 июня 1-й танковый корпус СС был передан из-под командования 7-й армии 5-й танковой армии из Panzergruppe West (с нем. бронетанковая группа «Запад») под командованием генералаГейра фон Швеппенбурга. Фельдмаршал Герд фон Рундштедт, верховный главнокомандующий на западе (OB West), приказал тбронетанковая группа «Запад» спланировать контратаку на 10 июня. Эта атака была отменена фельдмаршалом Эрвином Роммелем, командующим группой армий «Б», из-за нехватки войск. Немецкие части были срочно переброшены в Нормандию для сдерживания вторжения. I танковый корпус СС состоял из Танковой учебной дивизию, одной из сильнейших дивизий немецкой армии, 12-й танковой дивизии СС «Гитлерюгенд» и 21-й танковой дивизии. Передовые части танковой учебной дивизии прибыли ночью 9 июня к Тийи-сюр-Сёль, потеряв до 200 машин в результате воздушных атак во время движения в 140 км от Шартра, будучи отвлеченными от столкновения с Британским I корпусом к северу от Кана благодаря успеху 50-й Нортумбрийской дивизии. Части 12-й танковой дивизии СС, 21-й танковой дивизии и остатки 716-й статической пехотной дивизии были переброшены в Кан, лицом к лицу с 1-м корпусом. Было предпринято несколько атак на англо-канадский плацдарм к северу от Кана. Рано утром 9 июня уцелевшие боевые группы Мейера и 30-я мобильная бригада вырвались из котла к северу от Байё. Позже в тот же день XXX корпус соединился с американцами, а 50-я (Нортумбрийская) пехотная дивизия достигла северо-восточных окраин и столкнулась с танками учебной дивизии. Вечером танковая учебная дивизия и 12-я танковая дивизия СС контратаковали и захватили британскую пехотную роту, но на следующее утро были отброшены.

## Сражение

### XXX корпус
10 июня 7-я бронетанковая дивизия захватила части фронта 50-й Нортумбрийской дивизии под командованием 56-й пехотной бригады. К ночи 7-я танковая дивизия достигла северо-западной окраины Тийи-сюр-Сёль и на следующий день вклинилась в деревню, захватив центральный перекрёсток. Танковая учебная дивизия предприняла несколько контратак, которые вытеснили англичан, а атаки 50-й (Нортумбрийской) дивизии захлебнулись в бокаже. Группа армий «Б» планировала с 11 июня сменить бронетанковые дивизии, противостоящие 2-й армии, и заменить их пехотными дивизиями, чтобы сосредоточить танки в районе Карантана и предотвратить опасность для Шербура. Адольф Гитлер отверг план Роммеля и на следующий день приказал ему не отступать, а вместо этого свернуть плацдарм союзников с востока на запад, начиная с плацдарма Орн.

### 1-й корпус
В то время как XXX корпус атаковал Тийи-сюр-Сёль, атака 1-го корпуса была отложена до 12 июня из-за задержек с погодными условиями, которые замедлили высадку 51-й (Хайлендской) пехотной дивизии и 4-й бронетанковой бригады. 10 июня немецкие танки и пехота нанесли несколько ударов по 6-й воздушно-десантной дивизии на плацдарме Орн, что предотвратило британскую атаку. Немцы были отбиты с помощью корабельной артиллерии, а затем контратакованы; пленный немецкий офицер заметил, что его «батальон был практически уничтожен» за двенадцать часов боев. Вечером немецкая атака на Ранвиль была отбита с большими потерями немцев. Авангард 51-й (Хайлендской) горной дивизии прибыл вечером и на рассвете атаковал Бревиль, что также обошлось немалыми потерями; другие части дивизии быстро захватили Туфревиль. Во второй половине дня 11 июня Королевские стрелковые подразделения Канады и 1-й гусарский полк атаковали Ле-Мениль-Патри, чтобы помочь продвижению 69-й пехотной бригады 50-й Нортумбрийской дивизии, но эта атака обернулась очередной неудачей, которая привела к потерям. 12 июня немецкие атаки были предприняты из района Бревиля на плацдарм Орн. Бои продолжались весь день, потери были тяжёлыми с обеих сторон, но к вечеру немцы отступили. Чтобы закрыть брешь в британском периметре, было принято решение обезопасить Бревиль, и 12-й батальон парашютного полка к полуночи захватил деревню, но в ходе атаки потерял 141 человек из 160 человек. 51-й (Хайлендской) дивизии противостояла 21-я танковая дивизия в её попытках продвинуться на юг, к Сент-Онорин, и, поскольку продвижение пехоты Хайлендской дивизии встретило сопротивление, наступление к востоку от Кана было отменено 13 июня.

### Комонская брешь

Позиции войск Союзников и Оси на 12 июня 1944

Хотя попытка захвата Кана была отбита, на правом фланге XXX корпуса (стык 2-й английской и 1-й армий США) появилась возможность для флангового манёвра. Со дня «Д» британцы и американцы уничтожили пять немецких Kampfgruppe (с нем. боевая группа) в этом районе, включая резервы LXXXIV корпуса, оставив только остатки 352-й пехотной дивизии в секторе Тревьер-Ажи. 352-я дивизия действовала с момента обороны Омахи 6 июня и получила мало пополнений. 1-я пехотная дивизия США и 2-я пехотная дивизия США форсировали разрыв левого фланга 352-й дивизии. В ночь с 9 на 10 июня 352-я дивизия получила разрешение на отход в Сен-Ло, что создало 12,1-километровую брешь в немецких позициях возле Комон-л’Эванте. В этом районе остался только разведывательный батальон 17-я моторизованной дивизии, который был выделен, когда дивизия была переброшена на запад в готовности к контрнаступлению у Карантана.
Немцы планировали использовать 2-ю танковую дивизию, чтобы закрыть брешь, но 10 июня основная часть 2-й танковой дивизии была растянута между Амьеном и Алансоном, и не ожидалось, что она прибудет в полном составе ещё три дня. Майкл Рейнольдс писал, что 3-я парашютная дивизия была отправлена, чтобы закрыть брешь, но Гордон Харрисон писал, что 2-й парашютный корпус был направлен в Карантанский сектор. Генерал Ганс Фрайхерр фон Функ из 47-й танкового корпуса бросил дивизионный разведывательный батальон в Комон с приказом удерживать высоту. Командир 1-го танкового корпуса СС Йозеф Дитрих приказал своему единственному резерву 101-й тяжёлому танковому батальону СС двигаться за танковой учебной дивизией и 12-й танковой дивизией СС для прикрытия открытого левого фланга. 2-я рота, 101-й танковый батальон СС, под командованием Михаэля Виттмана и с пятью исправными танками «Тигр», получила приказ занять позицию к югу от точки 213 на хребте Виллер-Бокаж и прибыла туда 12 июня после пятидневного перерыва от езды из Бове.

В ночь с 9 на 10 июня немецкая 352-я пехотная дивизия отступила в сторону Сен-Ло, создав широкую брешь в немецких позициях, прикрываемую только лёгкими силами. 12 июня 7-я британская бронетанковая дивизия прошла через брешь, направляясь к Виллер-Бокаж и гребню за ним, в то время как 1-я и 2-я пехотные дивизии США атаковали в поддержку.

12 июня Демпси встретился с генерал-лейтенантом Джерардом Бакнеллом (XXX корпус) и генерал-майором Джорджем Эрскином (7-я бронетанковая дивизия) и приказал Эрскину вывести дивизию из боя в районе Тийи-сюр-Сёль. 7-я бронетанковая дивизия должна была использовать брешь, чтобы захватить Виллер-Бокаж и продвинуться за левым флангом танковой дивизии, к гребню примерно в 2,6 км к востоку от города. Считалось, что появление британских танков позади танковой учебной дивизии на возвышенностях по обе стороны немецких линий снабжения вынудит учебную дивизию отступить или оказаться в ловушке. Для поддержки флангового движения 7-й бронетанковой дивизии 50-я (Нортумбрийская) пехотная дивизия должна была продолжить наступление на танковую учебную дивизию в районе Тийи-сюр-Сёль. В то же время 5-й корпус США должен был продвигаться вперёд, 1-я пехотная дивизия США должна была захватить Комон и возвышенность поблизости, а 2-я пехотная дивизия США — продвигаться к Сен-Ло.
7-я бронетанковая дивизия медленно передислоцировалась и провела утро 12 июня, продолжая наступление на Тийи-сюр-Сёль, согласно своему первоначальному приказу. В 12:00 Эрскин приказал бригадному генералу Роберту «Луни» Хайнду (командир 22-й бронетанковой бригады) немедленно пройти через брешь. Когда 131-я пехотная бригада была готова к бою, 56-я пехотная бригада была возвращена под контроль 50-й Нортумбрийской дивизии. Бронетанковый разведывательный полк 7-й бронетанковой дивизии, 8-й королевский ирландский гусарский полк, начали разведку маршрута, а остальная часть дивизии вышли из Трюнжи́ около 16:00. Четыре часа спустя основные силы подошли к Ливри после беспрепятственного продвижения на 19 км, последние 9,7 км из которых были на территории, удерживаемой немцами.
К северу от Ливри ведущие танки Кромвель 8-го гусарского полка были подбиты противотанковым орудием роты сопровождения танковой учебной дивизии; пехота и танки были выдвинуты вперед и очистили позицию через два часа. Достигнув района Ла-Мулотьер, Хинд остановился на ночь, чтобы замаскировать цель наступления. Кромвели из 8-го гусарского и 11-го гусарского полков (бронеавтомобильный полк XXX корпуса) провели разведку флангов. 11-й гусарский полк не встретил сопротивления справа, соединившись с 1-й американской пехотной дивизией у Комона; на левом фланге 8-й гусарский полк обнаружил части танковой учебной дивизии на расстоянии менее 3,2 км.

### Бой у Виллер-Бокажа

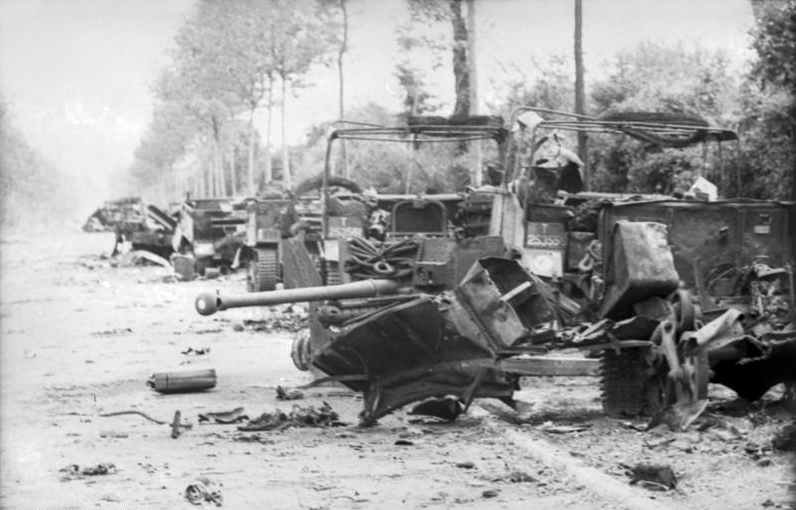
6 фунтовая противотанковая пушка и Loyd Carriers, подбитые Михаэлем Виттманом

Британское наступление возобновилось в 05:30, а примерно в 08:30 авангард группы 22-й бронетанковой бригады вошёл в западную оконечность Виллер-Бокаж. Эскадрилья 4-го округа Лондона Йоменри (Снайперы), двинулась через город и заняла точку 213, возвышенность к востоку от Канской дороги. Штаб полка и рота пехоты заняли восточную окраину города вдоль главной дороги.
Примерно в 09:00 передовые британские танки были атакованы 3-5 танками «Тигр» 2-й роты 101-го тяжёлого танкового батальона СС. «Тигр» под командованием Михаэля Виттмана вошёл в Виллер-Бокаж и уничтожил несколько танков штаба полка 4-го округа Лондона Йоменри и разведывательного отряда, затем атаковал британские танки, въезжающие в город с запада, прежде чем попытаться отступить. «Тигр» был обездвижен британским ответным огнем, и его бросил экипаж, который бежал в сторону замка Орбуа, чтобы доложить танковой учебной дивизии. Менее чем за 15 минут было уничтожено 13-14 танков, две противотанковые пушки и 13-15 транспортных машин, многие из которых уничтожил лично Виттман. Остаток утра пехотный батальон группы 22-й бронетанковой бригады занял оборону в городе; войска в точке 213 были отрезаны, и для их эвакуации были выделены силы для их освобождения, но они не смогли продвинуться по гребню. И когда между 11:00 и 13:00 прибыли новые немецкие силы, захваченная эскадрилья сдалась. Прибыли дополнительные немецкие войска, которые вступили в бой с группой 22-й бронетанковой бригады на обратном пути в Ливри.

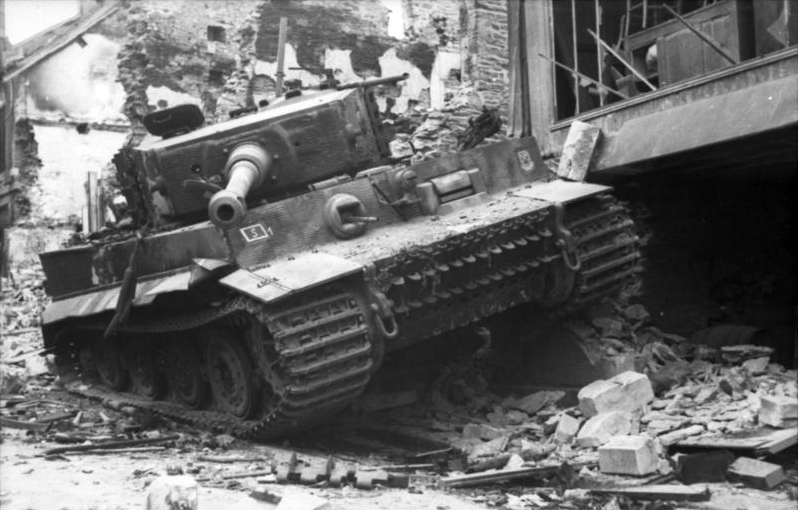
Один из танков, подбитых в Виллер-Бокаж

Танки учебной танковой дивизии прибыли, чтобы перекрыть северный и западный выходы из Виллер-Бокаж, но попали в засаду британских противотанковых орудий, и несколько из них были выведены из строя, прежде чем британская позиция была подавлена. 101-й тяжёлый танковый батальон СС попал в засаду в центре города. Несколько «Тигров» и PzIV были подбиты противотанковыми орудиями, Sherman Firefly и британской пехотой. Позднее выведенные из строя танки были подожжены, а британская и немецкая пехота сражалась весь день. Британские позиции были обстреляны тяжёлой артиллерией, и несколько немецких атак были отражены британской полевой артиллерией, стрелявшей прямой наводкой. Британская рота была захвачена, взвод взят в плен, штаб батальона подвергся обстрелу. Хинде решил, что бригадная группа должна отступить до утра к точке 174, возвышенности к западу от Виллер-Бокаж, недалеко от Амайе-сюр-Сель. В 20:00 отход начался под прикрытием артиллерийского обстрела и прошёл практически без помех.

### 14 июня

#### 50-я (Нортумбрийская) пехотная дивизия

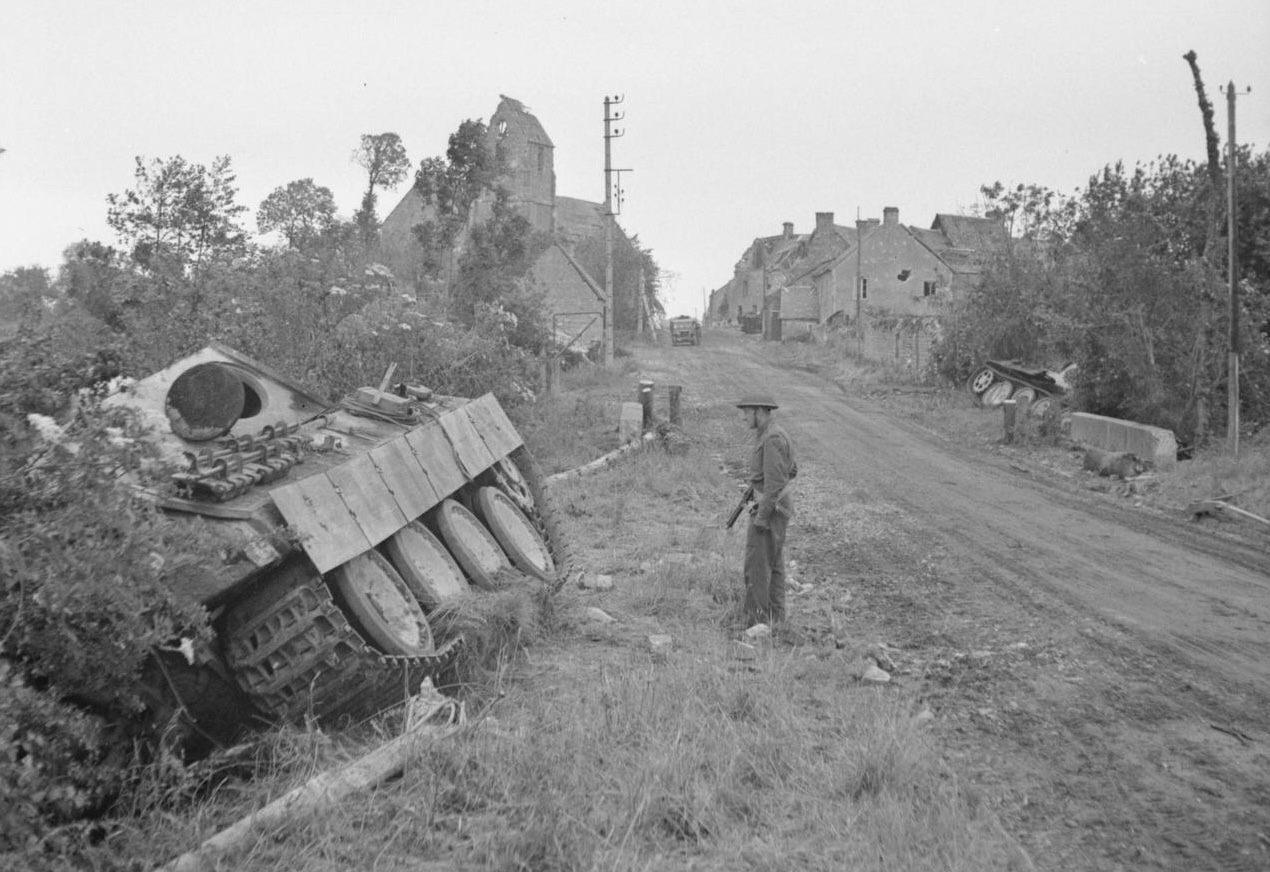
Два из пяти танков Пантера, подбитых сержантом Уилфредом «Спитом» Харрисом (командующим Sherman Firefly) и солдатом Яном Маккиллопом (наводчик танка), видны в западной части Линжевра, где была начата вторая атака

Утром 14 июня Монтгомери отказался от клещевой атаки на Кан, потому что ему не хватало «достаточной силы, чтобы действовать в наступлении на обоих флангах». XXX корпусу было приказано продолжать «концентрированный одиночный удар», в то время как в районе I корпуса атака 51-й (Хайлендской) пехотной дивизии была «сдержана». 50-я (Нортумбрийская) пехотная дивизия продолжала наступление на юг, чтобы сковать немецкие войска. 14 июня при поддержке дивизионной артиллерии и Королевских ВВС дивизия двумя бригадами атаковала в направлении Сенодьер, Бель-Эпин, Ленжевр и Верьер. Если бы атака увенчалась успехом, её следовало бы использовать для захвата Отто-ле-Баг. Чтобы подготовить маршрут атаки, накануне вечером была проведена рекогносцировка, но панцергренадеры танковой дивизии нанесли британским войскам большие потери; потери немцев неизвестны, хотя один танк был уничтожен.
Основная атака началась в 10:15 следующего дня, когда 151-я (Даремская) пехотная бригада и танки 4-го/7-го полка Королевских драгунских гвардейцев двинулись в сторону Линжевра и Верьера. Немецкие защитники сдерживали огонь до тех пор, пока британцы не оказались менее чем в 140 м от их позиции. Бои завершились атакой 6-го батальона лёгкой пехоты Дарема при сильной артиллерийской поддержке, которая захватила немецкие позиции. Две роты продвинулись к Верьеру, который оказался незанятым, но дальнейшее продвижение было остановлено немецкой пехотой и танками. 9-й батальон лёгкой пехоты Дарема также был задержан немецким пулемётным огнём и нуждался в своих резервных ротах, чтобы прорвать немецкие позиции. Примерно в 13:30 батальон захватил Линжевр и перебросил в деревню противотанковые орудия, хотя большинство из них было выведено из строя первой немецкой контратакой.
Две Пантеры были замечены приближающимися к Линжевру сержантом Уилфредом Харрисом, командиром Sherman Firefly, который вступил в бой с расстояния 370 м, уничтожив первую и выведя из строя вторую. Пока Харрис двигался, группа охотников за танками пехоты во главе с майором Джоном Моггом (исполняющим обязанности командира 9-го батальона лёгкой пехоты Дарема) добила повреждённую «Пантеру». Другие охотники за танками отогнали ещё одну «Пантеру», британский M4 «Шерман» был уничтожен, а третья «Пантера» была подбита «Шерманом». Ещё три «Пантеры» двинулись в сторону деревни, и Харрис уничтожил головную машину за пределами деревни и две другие внутри, в том числе одну в центре Линжевра. 231-я пехотная бригада достигла своих целей к ночи и соединилась со 151-й пехотной бригадой. Офицер 6-го батальона лёгкой пехоты Дарема сказал, что эта атака была лучшей, предпринятой батальоном за всю кампанию. В течение дня было подбито девять немецких танков, но 50-я (Нортумбрийская) пехотная дивизия не смогла прорвать оборону танковой учебной дивизии, и пострадало около 353 бойцов лёгкой пехоты Дарема.

### Битва за остров

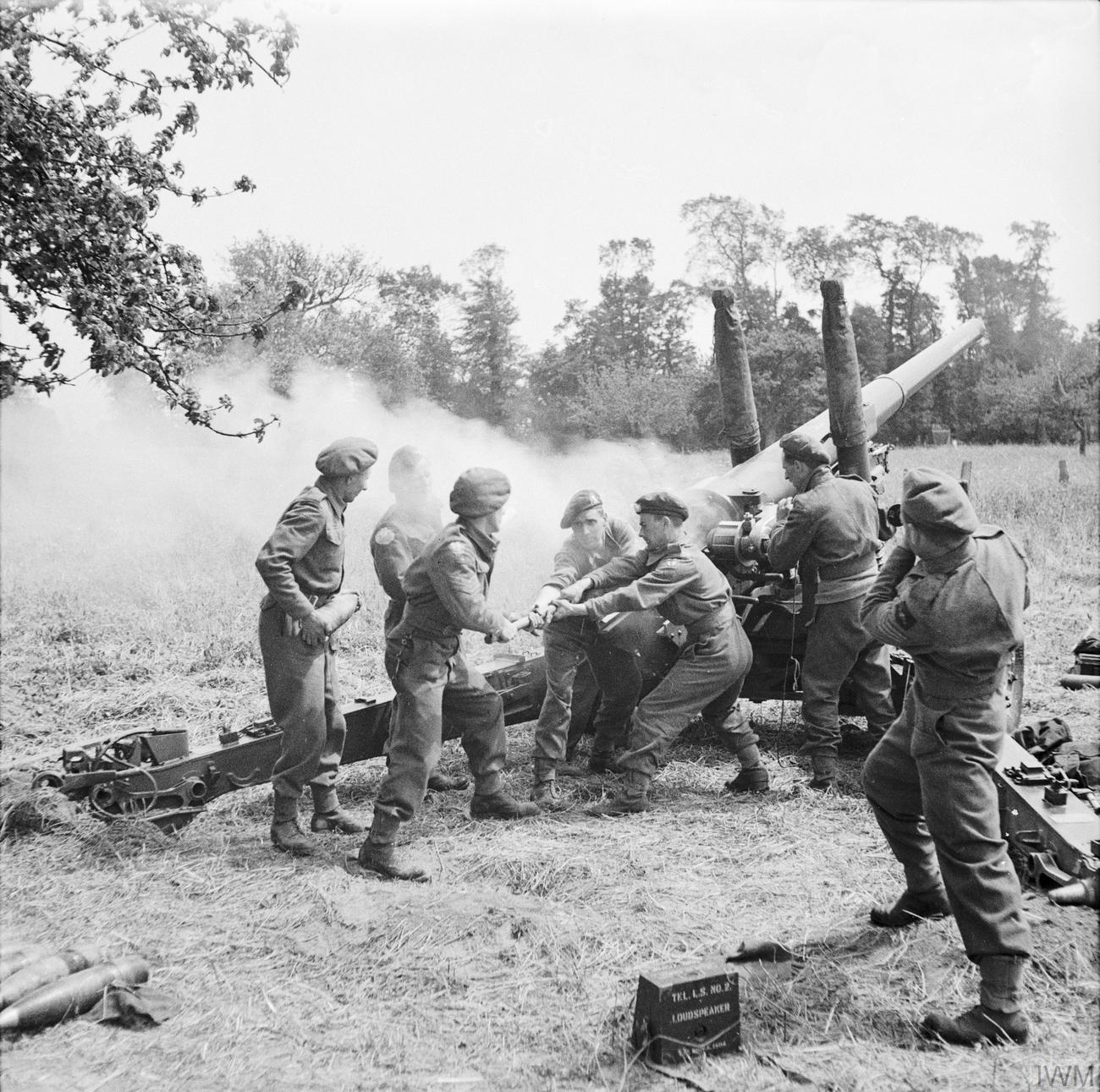
4,5-дюймовая пушка 64-го среднего полка, РА, 5-й AGRA и 155-мм гаубица M114 5-й армейского корпуса также стреляли в качестве поддержки во время боя.

Группа 22-й бронетанковой бригады завершила отход к 14 июня и сформировала бригадный блок для круговой обороны площадью менее 2 км² у высоты 174. Боевые действия стали известны как Битва за остров или островная позиция, как указано в отчёте о боевых действиях группы 22-й бронетанковой бригады. Другие названия, данные этому сражению, Битва бригадного блока и Битва при Амайе-сюр-Сель.
Танковая учебная дивизия защищалась от атаки 50-й (Нортумбрийской) пехотной дивизии и контратаковала прорыв 7-й бронетанковой дивизии при поддержке 1-й роты 101-го тяжёлого танкового батальона СС. Разведывательный батальон 2-й танковой дивизии и другие небольшие пехотные подразделения также столкнулись с бригадным полем, но танки 2-й танковой дивизии всё ещё не прибыли. Британская 131-я пехотная бригада (один пехотный батальон и бронетанковый полк) подошла к Ливри. Утром 131-я пехотная бригада держала дорогу от штаба бригады до района Ливри-Брикесар открытой, а истребители-бомбардировщики Typhoon атаковали немецкие позиции возле блока.
Немецкая пехота, замеченная за продвижением к бригадному блоку, была обстреляна тяжёлой артиллерией и отброшена. Около 09:00 ещё больше пехотинцев атаковали блок, но они подошли слишком близко для артиллерийского огня. Началась рукопашная схватка, взвод британцев был захвачен, британская контратака пехоты и танков отбросила немецкую пехоту и восстановила позиции. Немцы прибегали к беспокоящему огню, снайперской стрельбе, миномётному обстрелу и огню тяжёлой артиллерии. После продолжительного артиллерийского обстрела в 19:00 были нанесены одновременные атаки с севера и юга танками и пехотой, которые ворвались в блок и приблизились к штабу бригады, а около 22:30 были отброшены.
Командир 7-й бронетанковой дивизии был уверен, что блок в безопасности, но неспособность 50-й Нортумбрийской пехотной дивизии прорвать танковую дивизию и достичь 7-й бронетанковой дивизии привела к приказу бригадной группе отступить, чтобы выпрямить линию фронта. Отступление под кодовым названием Операция Анисид (Aniseed с англ. —Анисовое семя) началось сразу после полуночи. В результате отвлекающих налётов бомбардировочного командования на Оне-сюр-Одон и Эвреси 29 человек пострадали, был уничтожен танк «Тигр» и повреждены ещё три. Беспокоящий артиллерийский огонь вёлся севернее и южнее пути отхода, но немцы не создавали помех для отступления Потери немцев составили 700—800 человек и 8-20 танков, в том числе несколько «Тигров»; Британские потери были небольшими, было потеряно всего три танка. Рейнольдс назвал цифры немецких потерь «преувеличенными», а в своём отчёте Хинде написал: «Сомнительно, чтобы расходы артиллерии и боеприпасов для стрелкового оружия были оправданы масштабами усилий противника».

## Последствия

### Анализ
Провал операции побудил Демпси написать, что «сейчас нет никаких шансов на внезапную операцию с воздушно-десантными войсками ни для захвата Кана, ни для углубления плацдарма на фронте XXX корпуса. штучный штурм, и у нас нет ни людей, ни боеприпасов для этого в настоящее время». После войны он писал, что атака 7-й бронетанковой дивизии должна была увенчаться успехом и что его сомнения в пригодности Бакнолла и Эрскина усилились. Демпси назвал ведение боя позором и сказал, что решение об отходе из Виллер-Бокажа было принято командиром корпуса и Эрскином. Карло Д’Эсте назвал комментарии Демпси «чрезмерно резкими», но историки в целом поддерживают их, предполагая, что Бакнолл упустил прекрасную возможность быстро захватить Кан. Джон Бакли писал, что Бакнолл не был готов поддержать атаку, как только возникли проблемы, и что Эрскин не смог справиться с ситуацией. Официальный британский историк Лайонел Эллис писал, что результат был «разочаровывающим», но боевая мощь танковой дивизии и с неожиданным прибытием 2-й танковой дивизии 7-й бронетанковой дивизии «вряд ли могли добиться полного успеха». В 2001 году Майкл Рейнольдс писал, что танков 2-й танковой дивизии не было рядом с Виллер-Бокаж. Хуберт Мейер писал, что операция «Перч» провалилась, потому что 50-я Нортумбрийская дивизия и её бронетанковая бригада не смогли одолеть танковую учебную дивизию, атака 51-й (Хайлендской) пехотной дивизии на восточном конце плацдарма провалилась, а также из-за быстрой контратаки передовыми частями 2-й танковой дивизии.
Выделение недостаточного количества пехоты для атаки подвергалось критике, потому что 13 июня 7-й бронетанковой дивизии было доступно два пехотных батальона и большая часть 1-го батальона стрелковой бригады, а на плацдарме находились три свежие пехотные бригады. Рейнольдс писал, что Бакнолл был виноват в том, что не смог сконцентрировать свои силы. Д’Эсте согласился, но Бакнолл защищал своё решение, утверждая, что «49 [дивизия] … [не имела] недавнего боевого опыта, и было важно правильно ввести их в свой первый бой в правильно скоординированном сражении, а не сбивать их в кучу, скатываться в горячий бронированный лом, как вокруг В[иллерса]-Б[окейджа] и Амайе». Бакли писал, что операция была провалом командования. Терри Копп писал, что Демпси продолжал недооценивать силу Германии и её стремление защищать территорию, которую они удерживали. Мунго Мелвин писал, что Демпси и Вторая армия плохо справлялись с подчинёнными формированиями, не давая подчинённым определённых задач, чётких намерений и допуская свободу действий при выполнении приказов.
Честер Уилмот назвал операцию «Перч» стратегическим успехом: «Поспешным использованием своей бронетехники Роммель задержал британское наступление, но в процессе он сыграл на руку Монтгомери, поскольку, как только танковые дивизии вступили в бой со Второй армией, они не могли быть использованы для их надлежащей наступательной задачи». Стивен Бэдси писал, что сообщение Монтгомери Брэдли: «Кан — ключ к Шербуру» было правдой. Риск прорыва мимо Кана парализовал немецкие бронетанковые дивизии на восточной оконечности фронта, не имея возможности перейти в контрнаступление против 1-й армии США. Вмешательство Гитлера спасло военную репутацию Роммеля, потому что непригодность Котантена для танковых операций, трудности с передвижением и снабжением в этом районе, а также сила англо-канадских сил привели бы к более быстрому и полному разгрому немецкой армии в Нормандии. Своим приказом от 12 июня Гитлер превратил оставшуюся часть кампании в битву на истощение.

### Потери

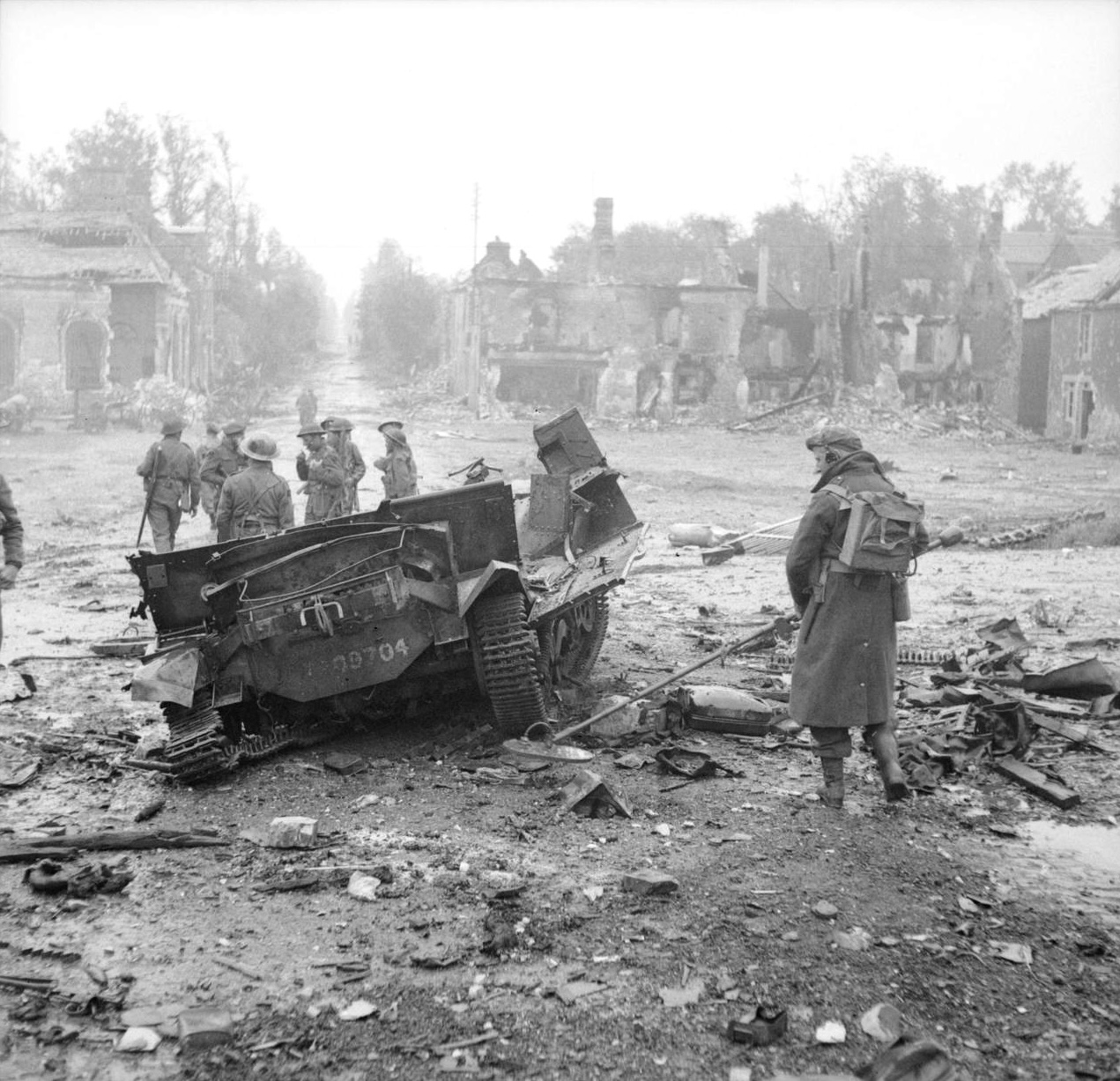
Останки Universal Carrier, подорвавшегося на мине в Тийи-сюр-Сёль, 19 июня 1944 года. Этот город «был одним из первых из многих городов и деревень, которые были почти уничтожены в процессе освобождение»

Во время операции «Перч» 101-й тяжёлый танковый батальон СС потерял 27 человек, девять танков было уничтожено и ещё 21 повреждён; к 16 июня в батальоне осталось всего 15 исправных танков. По большинству формирований, участвовавших в боевых действиях, конкретные данные о потерях отсутствуют. К концу июня танковая учебная дивизия потеряла 2972 человека и сообщила о потере 51 танка и штурмового орудия, 82 полугусениц и 294 других транспортных средств. К 16 июня 12-я танковая дивизия СС сообщила о 1417 потерях, а к 26 июня дивизия потеряла 41 танк. К 16 июня 21-я танковая дивизия потеряла 1864 человека; до вторжения в дивизии было 112 танков, а к 16 июня дивизия сообщила о 85 боеспособных танках. К концу июня 7-я бронетанковая дивизия потеряла 1149 человек и потеряла не менее 38 танков в ходе операции «Перч». К концу месяца 50-я (Нортумбрийская) пехотная дивизия потеряла 4476 человек.

### Боевые награды
Система воинских почестей Великобритании и Содружества в 1956, 1957 и 1958 годах признала участие в расширении плацдарма в период операции «Перч». Одно подразделение было награждено эмблемой воинской почести Порта-ан-Бессен, одно соединение — эмблемой воинской почести Салли, четыре подразделения — эмблемой воинской почести Бревиля и 11 полков — эмблемой воинской почести Виллер-Бокажа. Кроме того, за участие в расширении плацдарма в период с 14 по 19 июня десять подразделений были удостоены эмблемой воинской почести Тийи-сюр-Сёль.

### Последующие операции
Бой между 50-й Нортумбрийской дивизией и танковой дивизией продолжался несколько дней, и к 15 июня XXX корпус заявил, что уничтожил не менее 70 немецких танков. 18 июня британцы снова вошли в Тийи-сюр-Сёль и на следующий день объединили деревню, несмотря на слабое сопротивление; она переходила из рук в руки 23 раза. Британцы атаковали в направлении Хотто-ле-Баг против танковой учебной дивизии и закрепились в деревне, пока не были вытеснены немецкими контратаками танков и пехоты. Британцы вернули деревню, а затем ночью отступили. 7-я танковая дивизия была отведена для усиления 33-й танковой бригадой, которая высаживалась на плацдарме. Усиленная дивизия намеревалась снова атаковать, но 19 июня в Ла-Манше начался шторм, который задержал высадку припасов, и британские атаки были отложены. Кан к северу от Орна был захвачен во время операции «Чарнвуд» (8-9 июля), а пригороды северного берега были взяты во время операции «Атлантик» (18-20 июля).

## Комментарии
1. ↑  «Быстрый захват этого ключевого города [Каена] и окрестностей Карпике был самой амбициозной, самой сложной и самой важной задачей I корпуса Крокера». Честер Уилмот писал, что «цели, поставленные перед морскими дивизиями Крокера, были явно амбициозными, поскольку его войска должны были высадиться последними, на самых открытых пляжах, с тем, чтобы идти дальше всего, против того, что потенциально было самым сильным сопротивлением»[2]. Честер Уилмот писал, что «цели, поставленные перед морскими дивизиями Крокера, были явно амбициозными, поскольку его войска должны были высадиться последними, на самых открытых пляжах, с тем, чтобы идти дальше всего, против того, что потенциально было самым сильным сопротивлением»[3]. Демпси всегда рассматривал возможность того, что немедленный захват Кана может потерпеть неудачу[4]
2. ↑  Танковая учебная дивизия насчитывала 237 танков и штурмовых орудий, а также 658 полугусениц, что вдвое больше, чем в других танковых дивизиях.[23]
3. ↑  Макс Гастингс, цитируя послевоенное интервью Фрица Байерлейна, командира танковой дивизии, сообщает о потерях 130 грузовиков, пяти танков и 84 самоходных орудий и других транспортных средств из более чем 3000 машин.[25] Никлас Зеттерлинг назвал эти потери преувеличением, отчёты танковой учебной дивизии показывают потерю 23 пантеры, 19 PzIV и 2 StuG[англ.] к 26 июня.[26] "Фредерик Штайнхардт писал, что цифры Байерлейна «вероятно превышают реальность».[27]
4. ↑  Тейлор писал, что головной танк был уничтожен, а Сорок писал, что два танка были потеряны[59][61]
5. ↑  Комон был занят двумя ротами разведывательного батальона 2-й танковой дивизии. 1-я пехотная дивизия США взяла часть города 12 июня, а остальные — на следующий день[56].
6. ↑  Бригадная группа состояла из 1-го батальона, стрелковой бригады[англ.], 1-го батальона, 5-го Королевского полка (Западный Суррей), 1-го батальона, Королевского полка (Западный Суррей), полка 4-го округа Лондона Йоменри[англ.], 5-го Королевского Танкового полка[англ.], 8-го королевского ирландского гусарского полка, 11-го гусарского[англ.] и 260-й противотанковой батареи[53][64]
7. ↑  Дэниел Тейлор писал, что четыре «Тигра» попали в засаду британцев, три танка к югу от дороги и один к северу.[65]
8. ↑  Карло Д’Эсте[англ.] писал, что блок находился между Амайе-сюр-Сель и Траси-Бокаж, в районе высоты 174[103]. Тейлор в своей работе разместил тактический штаб бригады на высоте 174, а также приложил карту, показывающую бригаду в основном к югу как от Амайе-сюр-Сель, так и Анри Мари[104][105]. Джордж Форти разместил блок к северу от Трейси-Бокаж, недалеко от Сен-Жермен, на основании отчёта командира группы 22-й бронетанковой бригады, который разместил позицию к востоку от Амайе-сюр-Сель и включавшую территорию Сен-Жермена[106].
9. ↑  Потери танковой учебной дивизии составили 490 человек убитыми, 1809 ранеными и 673 пропавшими без вести. Потери танков включали подбитые 19 Pz IV, 23 Пантеры and 2 StuG.[26]
10. ↑  Потери 12-й танковой дивизии СС составили 405 человек убитыми, 847 ранеными и 165 пропавшими без вести. Потери танков составили 26 Pz IV и 15 Пантер.[131]